# Młynowe
Młynowe (ukr. Млинове; dawniej także Długa Niwa, Dołha Niwa) – wieś na Ukrainie w rejonie kowelskim, obwodu wołyńskiego. Obecną nazwę miejscowość otrzymała po II wojnie światowej. W II Rzeczypospolitej na terenie obecnej wsi oraz w jej okolicach istniało wiele niewielkich rozmiarów przysiółków oraz chutorów (futorów), z których największymi były Chruśle, Dołha Niwa oraz Wepra, mniejszymi natomiast: Brody, Ferma, Kisielewo, Młynowska, Ostrówki, Paseńczyn, Peresmoł, Poliszcze, Rybia, Ryta, Weresowata, Wypuczek, Zarywie. Wszystkie one wchodziły w skład gminy wiejskiej Górniki w powiecie kowelskim województwa wołyńskiego.
Do 2020 w rejonie ratnieńskim.